# José Manuel Alonso Plaza
José Manuel Alonso Plaza (Guadalajara, 1960) es un político perteneciente a  IU. Está licenciado en Filosofía y Letras por la Universidad de Zaragoza, con la especialidad de Historia Contemporánea de España. Formaba parte del Consejo Político Federal de Izquierda Unida y coordinaba las áreas de Presidencia y de Zaragoza en Izquierda Unida de Aragón. 
Es autor de diferentes artículos y publicaciones sobre la II República Española y la dictadura franquista. Entre ellos, su tesis de licenciatura sobre el Ayuntamiento de Zaragoza entre 1936 y 1949.
Durante su etapa en Ezquerra Unida del País Valencià, fue concejal en la localidad de Chiva (Valencia), entre 1995 y 1999, donde ostentó la titularidad del área de Cultura. Asimismo es miembro de Comisiones Obreras (CCOO), sindicato en el que ha formado parte de la Ejecutiva de la Federación de Enseñanza de dicho sindicato.
Posteriormente, fue jefe del servicio de Innovación Educativa del Gobierno aragonés (1999-2002). También ha sido miembro del Consejo Escolar Aragonés, como persona de reconocido prestigio en el ámbito de la Innovación Educativa.
Fue militante del Partido Comunista de Aragón, del que fue secretario de organización y, de forma provisional, secretario general. Ha sido candidato de IU a la alcaldía de Zaragoza en 2007 y 2011, sin éxito ni apoyo en ninguno de los dos años. 
Portavoz del grupo municipal de IU y concejal delegado del Plan Integral del Casco Histórico y concejal Presidente de la Junta Municipal del Casco Histórico (2007-2011).
Concejal electo de la IX Corporación Democrática 2011-2015.

## Controversias
En 2013 estuvo involucrado en un escándalo público en el que el abogado Fernando Lacruz acusaba a José Manuel de haber dirigido vejaciones hacia su persona en la vía pública, del que fue absuelto.